# Marstonia arga
Marstonia arga är en snäckart som beskrevs av F. G. Thompson 1977. Marstonia arga ingår i släktet Marstonia och familjen tusensnäckor. Inga underarter finns listade i Catalogue of Life.